# Benmont Tench
Benjamin Montmorency "Benmont" Tench III (Gainesville, Florida, Estados Unidos, 7 de septiembre de 1953) es un teclista estadounidense célebre por ser miembro fundador del grupo Tom Petty and the Heartbreakers.

## Biografía
Tench nació en Gainesville (Florida), segundo hijo de Benjamín Montmorency Tench, Jr. y Mary Catherine McInnis Tench. Su padre nació y creció en Gainesville, donde trabajó como juez del tribunal de circuito.
Tench comenzó a tocar el piano a una edad temprana y ofreció su primer recital con seis años. Tras descubrir la música de The Beatles, cambió las clases de piano clásico y se enfocó en el rock and roll. Conoció a Tom Petty en una tienda musical de Gainesville con once años. Ambos comenzaron a tocar juntos en los Sundowners en 1964. El garaje de los Tench era un sitio frecuente para que el grupo ensayase durante las noches, cuando el padre de Benmont salía a trabajar. Por su parte, la madre disfrutaba teniendo a los chicos ahí, aunque solía preguntar a los vecinos para asegurarse de que la música no les molestaba.
Durante su adolescencia, acudió a la Universidad de Tulane en Nueva Orleans. Durante unas vacaciones, Tench fue a un concierto de Mudcrutch, la banda de Petty. Poco después, se unió al grupo para diferentes sesiones, antes de regresar de nuevo al colegio. No obstante, Petty acabó llamando a Tench y le preguntó si se uniría a Mudcrutch a tiempo completo, a lo cual Benmont accedió. Mudcrutch acabó evolucionando hacia Tom Petty and the Heartbreakers.
Además de tocar el piano y el órgano Hammond con The Heartbreakers, Tench es también un músico de sesión que ha grabado con docenas de artistas, incluyendo Johnny Cash, U2, Stevie Nicks, Lucinda Williams, Sam Phillips, You Am I, Susanna Hoffs, Bob Dylan, Roy Orbison, The Rolling Stones, Don Henley, John Prine, Ringo Starr, John Fogerty, Elvis Costello, Bonnie Raitt, Sheryl Crow, Waylon Jennings, Paul Westerberg, Mary Chapin Carpenter, Carlene Carter, The dB's, Alanis Morissette, The Ramones, The Screaming Trees, Warren Zevon, The Tragically Hip, The Divinyls, The Goo Goo Dolls, Green Day, The Cult, The Jayhawks, Dave Rawlings, Fiona Apple, Lone Justice, Sean Watkins, New Found Glory, Tift Merritt, Peter Case, Neil Diamond, Ryan Adams y Powderfinger.
Además de músico, Benmont también es compositor de canciones. Entre las canciones compuestas y grabadas por otros artistas se incluyen «You Little Thief», top 5 en el Reino Unido y en Australia para Feargal Sharkey en 1985, y «Never Be You», coescrita con Petty, cuya versión de Rosanne Cash llegó al número uno en las listas de country estadounidenses también en 1985. Tench recibió dos premios ASCAP: uno en 1995 por «Stay Forever», interpretado por Hal Ketchum, y otro en 2001 por «Unbreakable Heart», de Jessica Andrews. 
En 2008, Tench formó parte del supergrupo Works Progress Administration (W.P.A.), compuesto por Tench, Sean Watkins (guitarra), Sara Watkins (violín), Glen Phillips (guitarra y coros), Luke Bulla (violín), Greg Leisz, Pete Thomas (batería) y Davey Faragher (bajo). El grupo publicó un disco homónimo en septiembre de 2009. Tench compuso una de las canciones del álbum, «The Price», cantada por Sara Watkins.
En 2014, Tench publicó You Should Be So Lucky, su primer disco en solitario.